# Mad God
Mad God è un film d'animazione a tecnica mista del 2021, co-prodotto, scritto e diretto da Phil Tippett, che ne ha curato anche la fotografia, gli effetti speciali e la scenografia.

## Trama
Il film si apre con una immagine della Torre di Babele che viene avvolta dalle nubi di una tempesta, seguita dalla ripresa di una pergamena che cita un passaggio del Levitico, che allude alla furia divina e ad un castigo violentissimo verso l'uomo e i suoi simili.
A questo punto inizia il film vero e proprio: una capsula, calata dal cielo con un cavo, scende verticalmente attraversando prima un mondo dall'aspetto ostile e poi abissi sempre più profondi, pieni di fossili, scheletri di giganti e statue di antiche civiltà. Al suo interno si trova una misteriosa figura vestita da esploratore militare, l'Assassino.
La capsula si posa infine sul fondo, una zona devastata dove costruzioni metalliche, fango, rifiuti e mostri la fanno da padrone. L'Assassino, che porta con sè una mappa logora, sembra seguire un percorso per una non precisata destinazione. Lungo la strada, incontra creature demoniache e mostri dall'aspetto grottesco: prima incappa in un laboratorio pieno di animali sofferenti, poi entra in un mondo-fabbrica, dove tremolanti omuncoli creati artificialmente creano giganteschi blocchi per delle piramidi, schiavizzati da una voce infantile che proviene da degli schermi televisivi. L'Assassino tuttavia non sembra provare empatia per gli omuncoli e le creature seviziate, e giunge infine una zona piena di valigie simili alla sua, posizionandovi una bomba che però non verrà innestata poiché sarà catturato da un enorme insetto gigante.
In un lurido ospedale, l'Assassino viene spogliato e poi sezionato vivo da un chirurgo. Il chirurgo estrae dal suo corpo organi, ammassi di carne, metalli, armi e infine un feto tremolante, che viene portato via da un'infermiera. Il chirurgo impianta una sorta di punta meccanica nel cranio dell'uomo sezionato, e tramite uno schermo si avvia un flashback: scopriamo che l'Assassino è stato inviato dall'Ultimo uomo, un essere dalle fattezze monacali che invia dal suo laboratorio numerosi Assassini tramite la capsula. Prima di arrivare al mondo dove lo abbiamo visto fino ad ora, ha attraversato un mondo molto più umano ma altrettanto decadente, pieno di palazzi e campi di battaglia dove carri armati continuano a combattere.
L'infermiera porta il feto ad una lugubre figura simile ad un medico della peste, che a sua volta lo consegna ad un alchimista che lo sminuzza, trasformandolo in polvere magica e lanciandolo nel cosmo. Ciò porta l'universo ad implodere, esplodere, comporsi, creare pianeti e città che si distruggono e decompongono, fino a ritornare all'inizio, con l'Ultimo uomo che cala un nuovo Assassino con la capsula.

## Produzione
La genesi del film risale attorno agli anni Novanta, quando Tippett stava lavorando sul set di Robocop 2. L'opera si caratterizzava fin dall'inizio come un insieme astratto di sensazioni e scene, più che un racconto lineare. Nel corso degli anni, il regista si è avvalso di finanziamenti derivati da raccolta fondi ed erogazioni personali, arrivando ad un budget di 150.000 dollari. Il film è realizzato con tecniche di effetti speciali tradizionali e scarti di vecchi modellini, uniti da animazioni 3D e attori in carne e ossa.
Alcune sequenze, come affermato dal realizzatore, vennero redatte da studenti universitari/accademici all'interno del laboratorio dello stesso Tippet.

## Distribuzione
Presentato in anteprima al Festival di Locarno, il film ebbe poi una distribuzione limitata nelle sale statunitensi. 
In Italia il lungometraggio fu proiettato al Trieste Science+Fiction Festival. 
Attualmente, la pellicola è presente in home video e nella piattaforma streaming Shudder. 

## Accoglienza
Il film ha ricevuto recensioni generalmente positive dalla critica, che ne ha per lo più elogiato la creatività generale, l'originalità delle immagini e dei personaggi e l'atmosfera. 
(Nocturno)